# دم‌پرستویی جردن
دم‌پرستویی جردن (نام علمی: Papilio jordani) از گونه‌های آسیب‌پذیر پروانه‌ها است. که در سال ۱۹۰۲ توصیف علمی شد. زیستگاه این پروانه جزیره سولاوسی در اندونزی است.